# Алишева, Шейит-Ханум Арсланалиевна
Шейит-Ханум Арсланалиевна Алишева (кум. Шейит-Ханум Арсланалиевна Алишева, 10 февраля 1949, Бамматюрт, Дагестанская АССР, РСФСР, СССР — 18 декабря 2024, Махачкала, Республика Дагестан, Российская Федерация) — кумыкская поэтесса, переводчица и публицистка, член Союза писателей СССР с 1982 года и Союза журналистов России с 1992 года. Народный поэт Дагестана (2013), заслуженный работник культуры республики, лауреат Государственной литературной премии Республики Дагестан имени Расула Гамзатова.

## Биография
Родилась 10 февраля 1949 году в селе Бамматюрт, Дагестанская АССР.
Училась в Женском педагогическом училище в Буйнакске и в Литературном институте им. А. М. Горького в Москве в одной группе с татарским поэтом Разилем Валеевым.
Свои первые стихи опубликовала в 1961 году в республиканской кумыкской газете «Ленин ёлу», позднее в альманахе «Дуслык» и в сборниках «Чира», «Соцветие» и других. А в 1975 году выпустила свою первую официальную книгу стихов «Тепло ладони». Творчество поэтессы отличалось метафоричностью образов, энергичным ритмом и духовной прозрачностью. А главное место в поэзии занимали философские, лирические и гражданские мотивы. Также занималась переводом на кумыкский язык произведения классиков мировой, русской и дагестанской литературы. Многочисленные поэмы выходили в разных отечественных и зарубежных альманахах и антологиях, по ним литературоведы Турции и Дагестана писали и защищали диссертации. Также поэтесса переводила на русский язык стихотворения для детей.
В период с 1968 по 1973 год работала переводчицей на киностудии «Мосфильм», воспитательницей в детском саду, библиотекарем в Союзе писателей Дагестана, редактором рубрик журнала «Женщина Дагестана» и «Соколенок» на кумыкском языке.
Член Союза писателей Дагестана с 1982 года, руководила секцией кумыкских писателей. После распада СССР состояла в Союзе журналистов России.
Принимала участие во многих съездах тюркских народов и женских съездах, а также в международных конгрессах поэзии тюркских народов в таких городах, как Казань (1990), Анкара (Турция, 1993), Баку (Азербайджан, 1997) и Страсбург (Франция, 2003). Принимала участие в формировании кумыкского народного движения «Тенглик» и Лиги кумыкских женщин «Умай», занимая должность председателя и заместителя.
В 2009 году получила Государственную литературную премию Республики Дагестан имени Расула Гамзатова за поэтическую книгу «Между светом и тьмой».
Скончалась 18 декабря 2024 года в Махачкале.

## Сборники стихов
- «Тепло ладони» (1975)
- «Песня в дороге»: (1981)
- «Качели» (1984)
- «Я танцую» (1986)
- «Плачь, люби, вспоминай» (1996)

## Награды
- 2009 — Государственная литературная премия Республики Дагестан имени Расула Гамзатова.
- 2013 — Народный поэт Дагестана[6].